# 常春藤麥克
常春藤麥克（英語：Ivy Mike）是一場熱核武器試驗的代號，為美國常春藤行动的一部分。行动中引爆的裝置是第一個成功的泰勒-烏拉姆方案核爆裝置。它在1952年11月1日於太平洋的埃內韋塔克環礁伊鲁吉拉伯岛引爆。